# Jana germana
Jana germana är en fjärilsart som beskrevs av Rothschild 1917. Jana germana ingår i släktet Jana och familjen Eupterotidae. Inga underarter finns listade i Catalogue of Life.